# Irakli Chjeidze
Irakli Chjeidze (en georgiano: ირაკლი ჩხეიძე, 1 de mayo de 1999) es un deportista georgiano que compite en halterofilia. Ganó una medalla de plata en el Campeonato Europeo de Halterofilia de 2023, en la categoría de 102 kg.

## Palmarés internacional
| Campeonato Europeo | Campeonato Europeo | Campeonato Europeo | Campeonato Europeo |
| Año                | Lugar              | Medalla            | Categoría          |
| ------------------ | ------------------ | ------------------ | ------------------ |
| 2023               | Ereván (Armenia)   | Medalla de plata   | 102 kg             |